# 時代唱片
時代唱片（TIME RECORD），是一家香港的音樂及唱片公司，是新力音樂同屬公司，於1987年成立，1994年結束。

## 歌手列表（1987－1994）
- 蘇永康（1988年－1993年）1993年轉到新藝寶唱片
- 夏韶聲（1988年）1989年轉到現代唱片